# Mîhailivka, Liubar
Mîhailivka (în ucraineană Михайлівка) este un sat în comuna Veselka din raionul Liubar, regiunea Jîtomîr, Ucraina.

## Demografie
Componența lingvistică a localității Mîhailivka
     Ucraineană (99,42%)
     Alte limbi (0,58%)
Conform recensământului din 2001, majoritatea populației localității Mîhailivka era vorbitoare de ucraineană (99,42%), existând în minoritate și vorbitori de alte limbi.